# 18.º Ejército (Imperio alemán)
El 18.º Ejército (en alemán: 18. Armee / Armeeoberkommando 18 / A.O.K. 18) fue un nivel de mando de ejército del Ejército Imperial Alemán en la I Guerra Mundial. Fue formado para luchar en Francia el 27 de diciembre de 1917 a partir del anterior mando del Heeresgruppe Woyrsch. Sirvió exclusivamente en el frente occidental y fue disuelto el 2 de enero de 1919.

## Historia
El 18.º Ejército fue uno de los tres ejércitos (junto al 17.º Ejército y el 19.º Ejército) formados a finales de 1917 / principios de 1918 con fuerzas extraídas del frente oriental. Estuvieron preparados para tomar parte en la ofensiva alemana de primavera de Ludendorff. Los alemanes se dieron cuenta de que su única posibilidad de victoria era derrotar a los Aliados antes de que se pudieran desplegar los abrumadores recursos humanos y materiales de Estados Unidos. También tenían la ventaja temporal en número proporcionada por las casi 50 divisiones liberadas por la retirada de Rusia de la guerra (Tratado de Brest-Litovsk).
Al final de la guerra servía como parte del Heeresgruppe Deutscher Kronprinz.

### Orden de batalla, 30 de octubre de 1918
Para el final de la guerra, el 18.º Ejército estaba organizado como sigue:
| Organización del 18.º Ejército el 30 de octubre de 1918 | Organización del 18.º Ejército el 30 de octubre de 1918 | Organización del 18.º Ejército el 30 de octubre de 1918 |
| Ejército                                                | Cuerpo                                                  | División                                                |
| ------------------------------------------------------- | ------------------------------------------------------- | ------------------------------------------------------- |
| 18.º Ejército                                           | I Cuerpo Bávaro                                         | 19.ª División de Reserva                                |
| 18.º Ejército                                           | I Cuerpo Bávaro                                         | 29.ª División                                           |
| 18.º Ejército                                           | I Cuerpo Bávaro                                         | 15.ª División de Reserva                                |
| 18.º Ejército                                           | I Cuerpo Bávaro                                         | 200.ª División                                          |
| 18.º Ejército                                           | I Cuerpo Bávaro                                         | 204.ª División                                          |
| 18.º Ejército                                           | I Cuerpo Bávaro                                         | 34.ª División                                           |
| 18.º Ejército                                           | XXVI Cuerpo de Reserva                                  | 75.ª División de Reserva                                |
| 18.º Ejército                                           | XXVI Cuerpo de Reserva                                  | 9.ª División                                            |
| 18.º Ejército                                           | XXVI Cuerpo de Reserva                                  | 18.ª División                                           |
| 18.º Ejército                                           | XXVI Cuerpo de Reserva                                  | 6.ª División Bávara                                     |
| 18.º Ejército                                           | XVIII Cuerpo de Reserva                                 | 231ª División                                           |
| 18.º Ejército                                           | XVIII Cuerpo de Reserva                                 | 238.ª División                                          |
| 18.º Ejército                                           | XVIII Cuerpo de Reserva                                 | 81.ª División de Reserva                                |
| 18.º Ejército                                           | XVIII Cuerpo de Reserva                                 | 2.ª División                                            |
| 18.º Ejército                                           | XVIII Cuerpo de Reserva                                 | 1.ª División de Reserva                                 |
| 18.º Ejército                                           | XVIII Cuerpo de Reserva                                 | dos tercios de la 82.ª División de Reserva              |
| 18.º Ejército                                           | XVIII Cuerpo de Reserva                                 | 5.ª División de Reserva                                 |
| 18.º Ejército                                           | XIV Cuerpo                                              | 232.ª División                                          |
| 18.º Ejército                                           | XIV Cuerpo                                              | 237.ª División                                          |
| 18.º Ejército                                           | XIV Cuerpo                                              | 11.ª División                                           |
| 18.º Ejército                                           | XIV Cuerpo                                              | 221.ª División                                          |
| 18.º Ejército                                           | XIV Cuerpo                                              | 105.ª División                                          |
| 18.º Ejército                                           | XIV Cuerpo                                              | 87.ª División                                           |

## Comandantes
El 18. Ejército fue comandado a lo largo de su existencia por el General de Infantería Oskar von Hutier (previamente comandante del 8.º Ejército).